# Phlogotettix cirrhocephalus
Phlogotettix cirrhocephalus är en insektsart som beskrevs av Kamitani, Hayashi och Yamada 2007. Phlogotettix cirrhocephalus ingår i släktet Phlogotettix och familjen dvärgstritar. Inga underarter finns listade i Catalogue of Life.